# Ischnura patricia
Ischnura patricia là một loài chuồn chuồn kim trong họ Coenagrionidae.
Ischnura patricia được miêu tả khoa học năm 1924 bởi Fraser.